# Хауърд (окръг, Индиана)
Вижте пояснителната страница за други значения на Хауърд.
Окръг Хауърд (на английски: Howard County) е окръг в щата Индиана, Съединени американски щати. Площта му е 761 km², а населението – 83 658 души (1 април 2020). Административен център е град Коукъмоу.